# Francouzská Indočína
Francouzská Indočína (francouzsky L'Indochine française, vietnamsky Liên bang Đông Dương), oficiálně Indočínská federace (francouzsky Fédération indochinoise), bylo koloniální území náležející Francouzské koloniální říši (francouzsky Empire colonial français) v jihovýchodní Asii. Francouzská Indočína byla federací skládající se ze čtyř hlavních koloniálních protektorátů: Tonkinu, Annamu, Kambodže a Laosu a jedné přímé francouzské kolonie Kočinčíny. Pod správu Francouzské Indočíny spadalo mezi roky 1900 a 1943 i území Kuang-čou-wan. Hlavním městem Francouzské Indočíny byla střídavě Hanoj a Saigon.

## Federace
Francouzská Indočína vznikla v říjnu roku 1887 spojením území Annamu, Tonkinu, Kočinčíny (z těchto dřívějších koloniálních území se skládá dnešní Vietnam) a Kambodžského království (tzv. „království“ bylo přímo závislé na francouzské koloniální moci). Po francouzsko-siamské válce se v roce 1893 připojil k Indočíně i Laos. Ve čtyřech protektorátech byla Francouzi ponechána určitá moc v rukách místních vládců, tj. vietnamských císařů a laoských a kambodžských králů. Místní vládcové měli de iure v rukách veškerou moc, ale ve skutečnosti byli jen figurkami francouzského vlivu v zemi. V roce 1897 bylo připojeno k Indočínské federaci také království Sedang. Od roku 1900 k Indočíně patřilo i čínské území Kuang-čou-wan.

## Historie

### Konec 19. a počátek 20. století

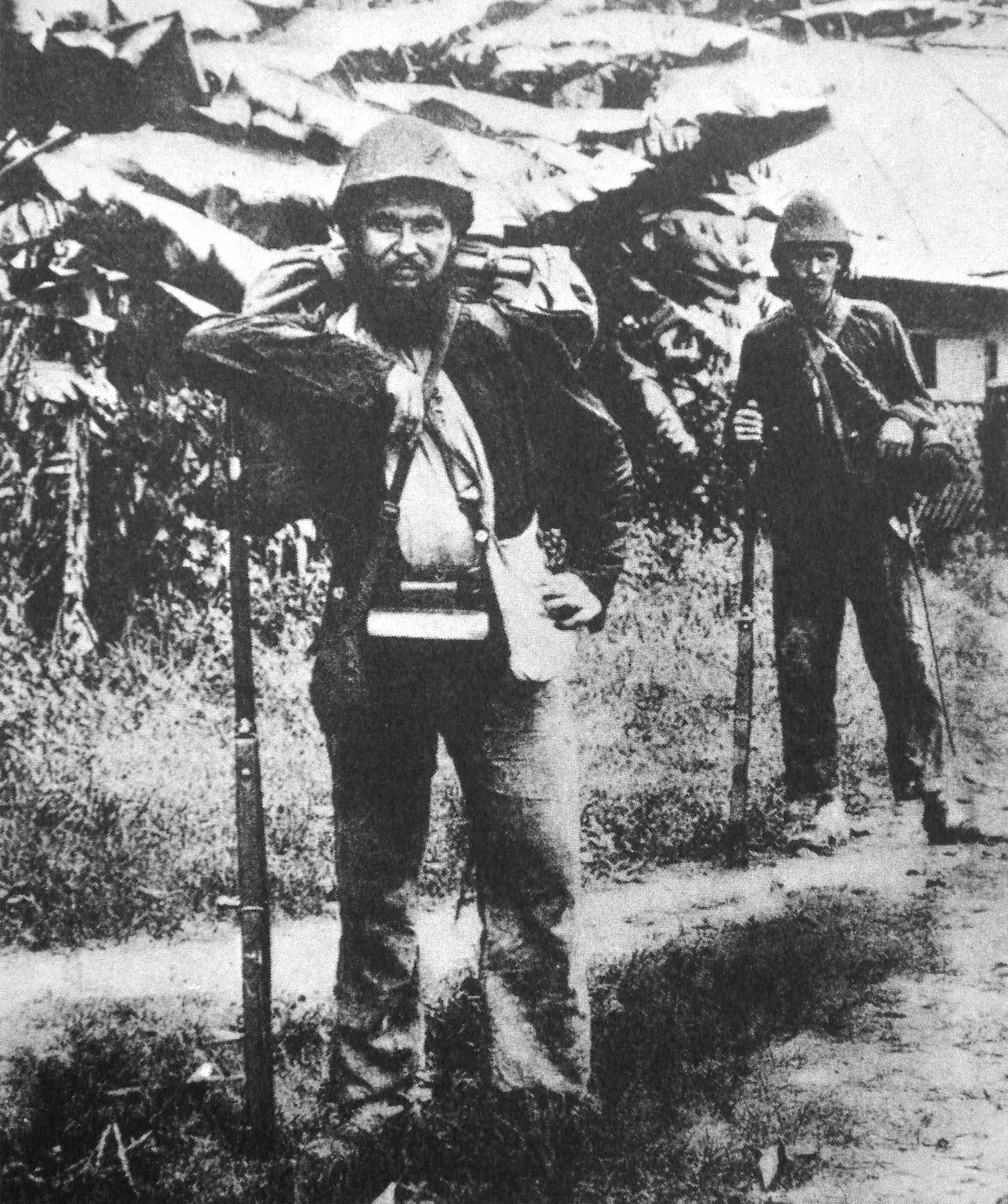
Francouzský mariňák v Tonkinu, 1884

Od roku 1885 do roku 1895 vietnamský revolucionář Phan Đình Phùng vedl povstání proti francouzské koloniální moci. Jeho povstání bylo sice potlačeno, ale nacionalistické hnutí se Francouzům vymýtit nepodařilo, ba především během první světové války zesílilo. Avšak všechna povstání Vietnamců i pokusy o vyjednávání nepřinesly žádný výsledek alespoň částečné nezávislosti na francouzském zámoří.
10. února 1930 došlo ke vzpouře vietnamských příslušníků francouzských koloniálních sil v pevnosti Yên Bái. „Yên Báijské povstání“ bylo podporováno Vietnamskou nacionalistickou stranou (Việt Nam Quốc Dân Đảng) a útoky povstalců byly největším projevem odporu proti nadvládě kolonistů od časů Phana Đình Phùnga a „Can Viongova royalistického hnutí“ na konci 19. století. Pokus o převrat a vidina svržení cizí nadvlády, započatý v Yên Bái, získal velký ohlas mezi širokými masami vietnamské populace. Vietnamská nacionalistická strana se již dříve snažila tajnými aktivitami podkopávat francouzskou vládu. Nicméně zvyšující se francouzský přehled nad aktivitami nacionalistů přinutili vůdce skupiny podstoupit riziko a zinscenovat masivní vojenský útok v deltě Rudé řeky v severním Vietnamu.
Ve třicátých letech dvacátého století začal Siam vyjednávat o navrácení území, která obsadila po siamsko-francouzské válce Francie zpět k Siamu. Roku 1938 Francie souhlasila s vyklizením Angkor Vatu, Angkor Thomu, Siem Reapu a Siem Pangu. Ještě před uzavřením dohody Siam nad spornými oblastmi převzal kontrolu v očekávání nadcházející dohody v prospěch Siamského království. Vyjednávači obou zúčastněných stran odjeli k podepsání smlouvy o předání území do Tokia.

### Druhá světová válka

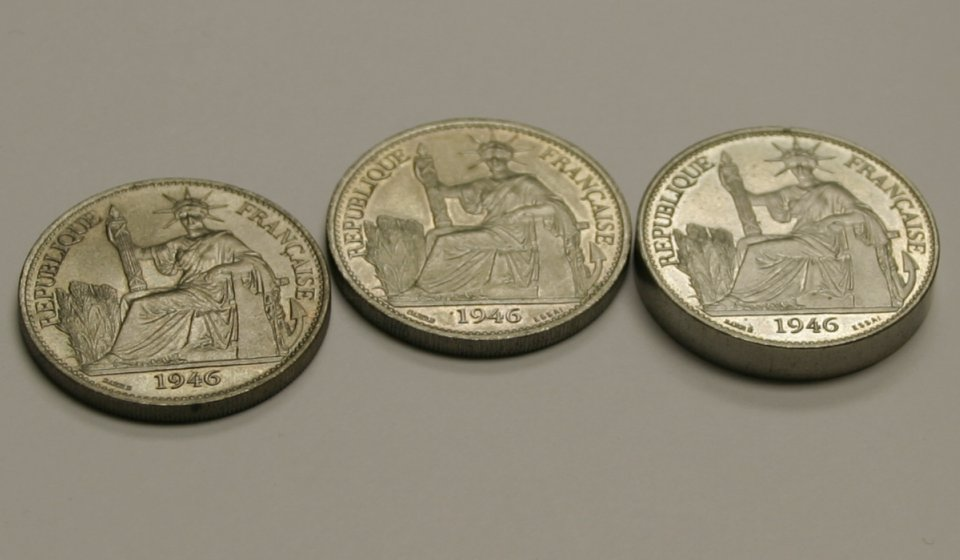
Indočínské koloniální mince z roku 1946

V září 1940, po porážce Francie v druhé světové válce se vlády ve Francii ujal fašistický Vichistický režim. Japonsko provedlo invazi do Indočíny a japonská armáda pronikla do Tonkinu. Obsazení oblastí Indočíny dovolovalo Japonsku lépe pronikat ve válce s Čínou na čínské území a bojovat s Čankajškovou armádou. Japonci dále vedli a udržovali státní aparát Indočíny namísto Francouzů, kteří před Japonci ustoupili z Indočíny.
Thajsko poznalo nyní slabost Francouzů a pokusilo se připojit svá dříve thajská území, které Thajsku odňala Francie. V říjnu 1940 proto vypukla thajsko-francouzská válka, která skončila 9. května 1941, Japonci zprostředkovaným, příměřím.
9. března 1945, s osvobozením Francie, ústupem Německa a převahou Spojených států v Pacifiku se Japonci rozhodli převzít kontrolu nad celým územím Francouzské Indočíny. Japonská armáda zahájila druhou indočínskou kampaň. Japonci Francouzskou Indočínu drželi až do srpna 1945, kdy japonská vláda kapitulovala.

### Vietnamská válka za nezávislost

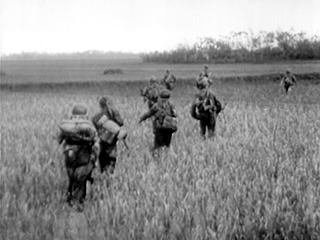
Francouzsští parašutisté ve vysoké trávě (1952).

Po druhé světové válce Francie anulovala siamsko-francouzskou smlouvu z roku 1938 a pokusila se znovu intervenovat do oblasti. Francouzská koloniální armáda však narazila na odpor jednotek Viet Minhu, koalice komunistů a vietnamských nacionalistů, vedených Ho Či Minem. Hnutí v roce 1945 převzalo kontrolu převážně nad venkovskými oblastmi, neboť ve velkých městech pořádek hlídaly francouzské jednotky. Poté, co poslední vietnamský císař Bảo Đại abdikoval, Ho Či Min 2. září vyhlásil Vietnamskou demokratickou republiku, v jejímž čele stanul coby prezident. Ale ještě před koncem září britské, francouzské a indické jednotky, mezi nimiž bojovalo i množství zajatých japonských vojáků, obnovily francouzskou vládu v oblasti. Tvrdé boje následně vyústily v první indočínskou válku. V roce 1950 Ho Či Min znovu deklaroval nezávislou Vietnamskou demokratickou republiku, jejíž vládu diplomaticky uznaly komunistické vlády Číny a Sovětského svazu.
Boje mezi povstalci a francouzskou armádou trvaly až do roku 1954, kdy Viet Minh zvítězil v bitvě u Dien Bien Fu. Dekolonizace vedla k rozdělení Francouzské Indočíny na Severní Vietnam, ovládaný Viet Minhem a komunisty, a Vietnamský stát na jihu, podporovaný Spojenými státy, Spojeným královstvím a Francií. Porážka u Dien Bien Fu znamenala konec francouzské vlády nad jihovýchodní Asií a nastoupil vliv USA v Jižním Vietnamu a SSSR a Číny na severu, který nakonec později vyústil ve válku ve Vietnamu.

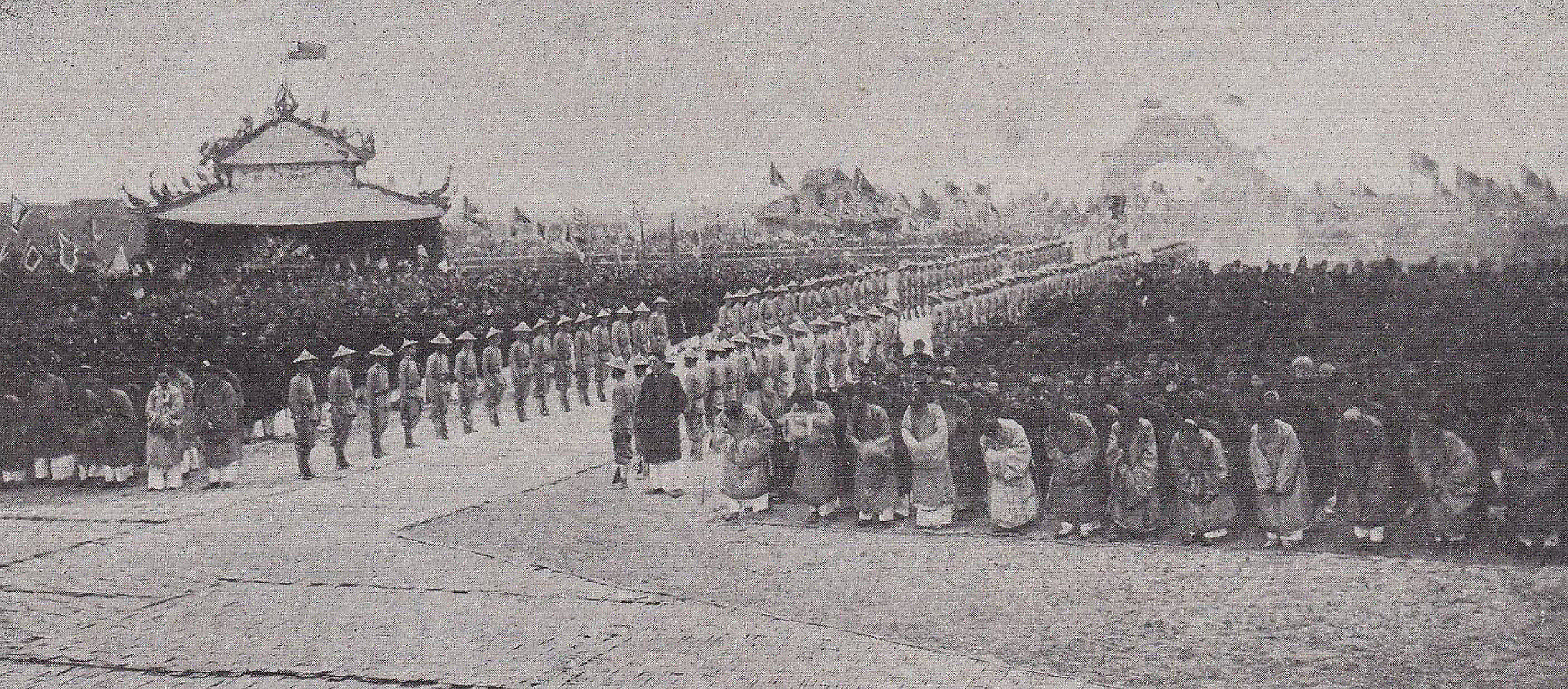
Jeho Veličenstvo Bao-Dai uskutečnilo 17. den 10. měsíce (4. listopadu 1932) pouť k hrobům předků dynastie v Thanh-Hóa.

## Galerie

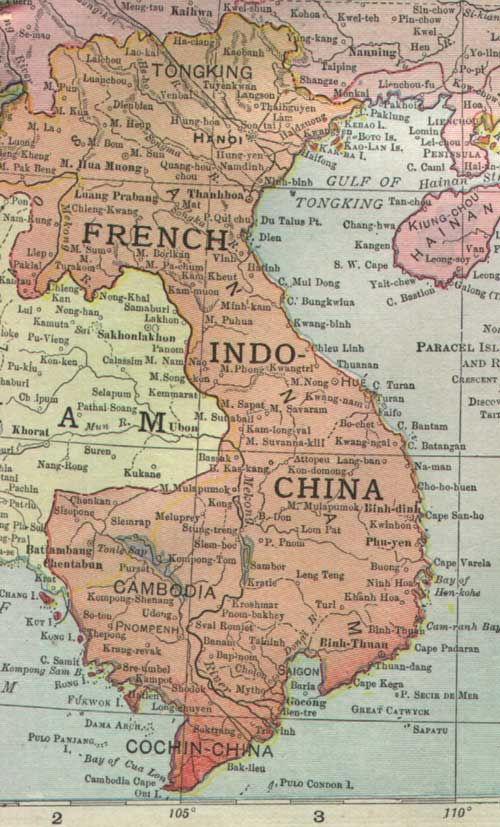
Mapa Francouzská Indočína v roce 1913
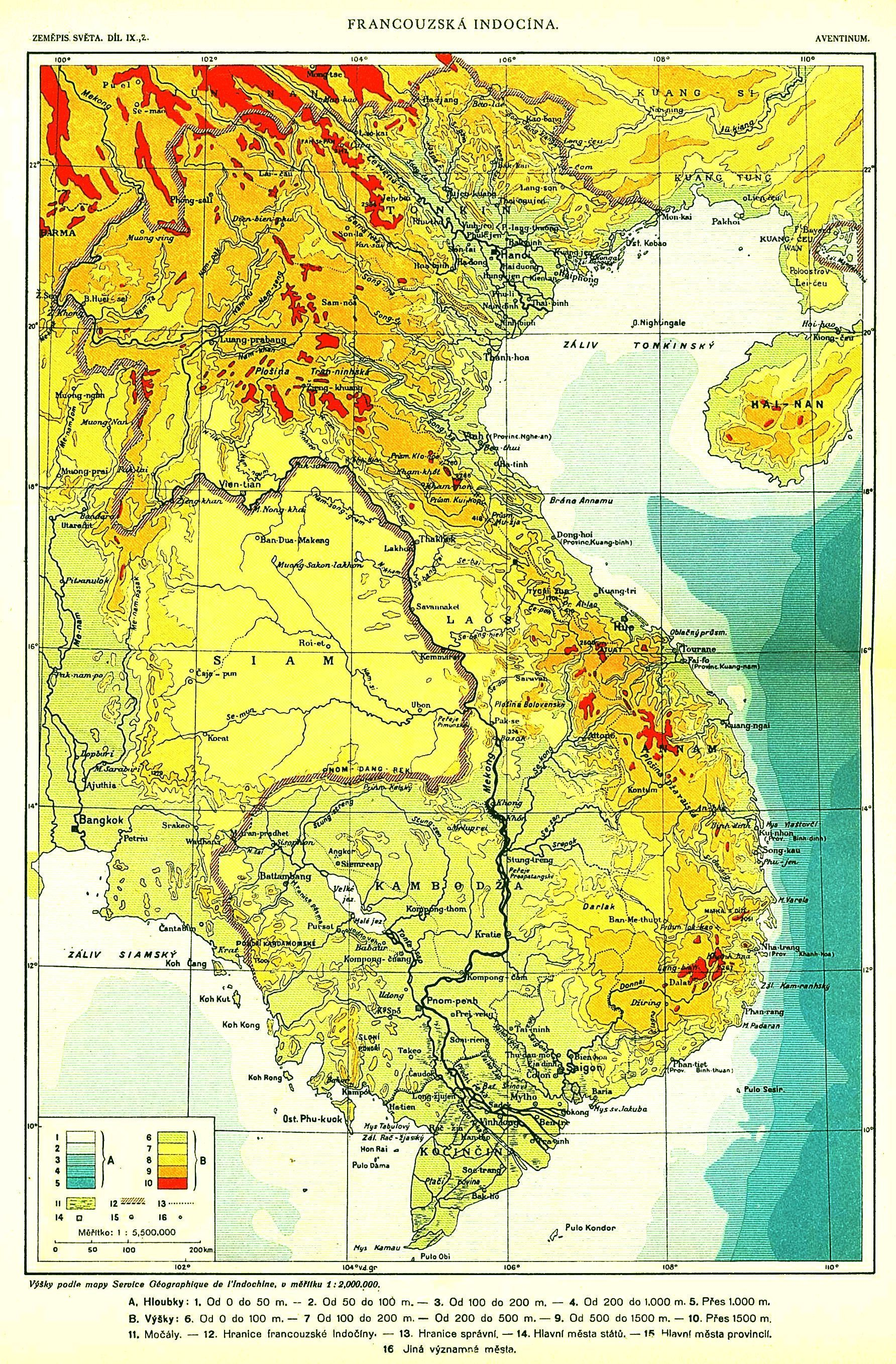
Mapa Indočíny mezi světovými válkami
Topografická mapa Francouzské Indočíny